# Dawson City

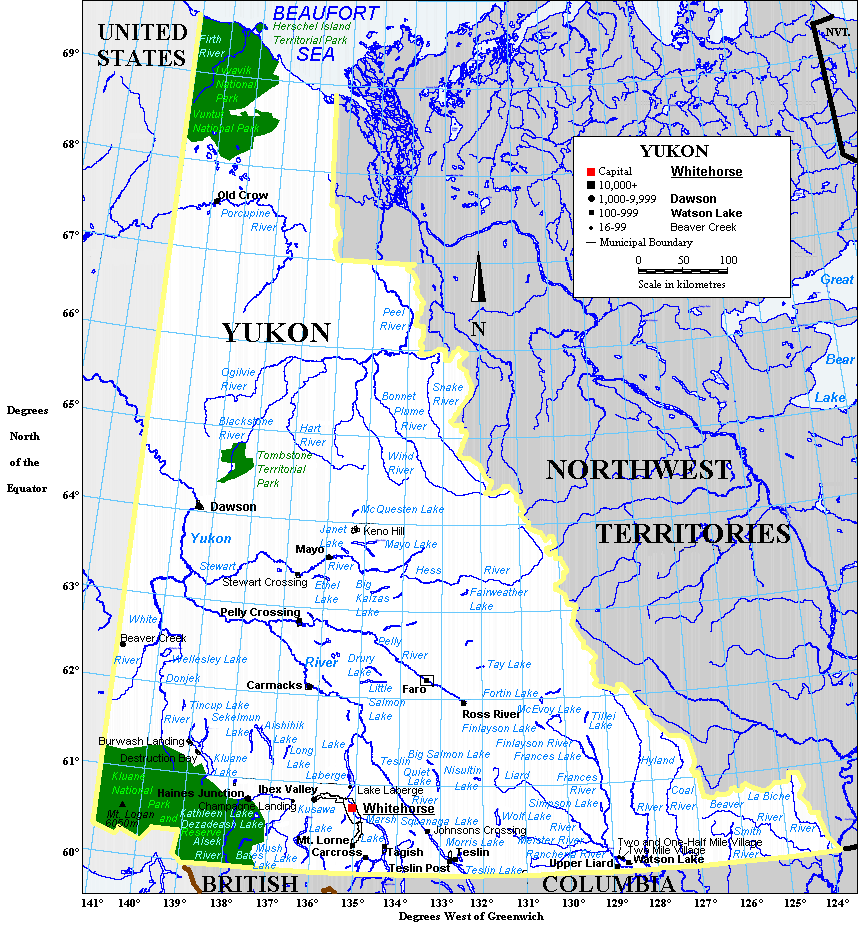
Mapa

Dawson City és una ciutat del Yukon, Canadà. Els seus habitants la coneixen simplement com "Dawson". Es troba a 320 m d'altitud. La mineria d'or i el turisme són les activitats econòmiques principals.
L'any 2006 tenia 1.327 habitants. La zona rep 60.000 turistes cada any.

## Història

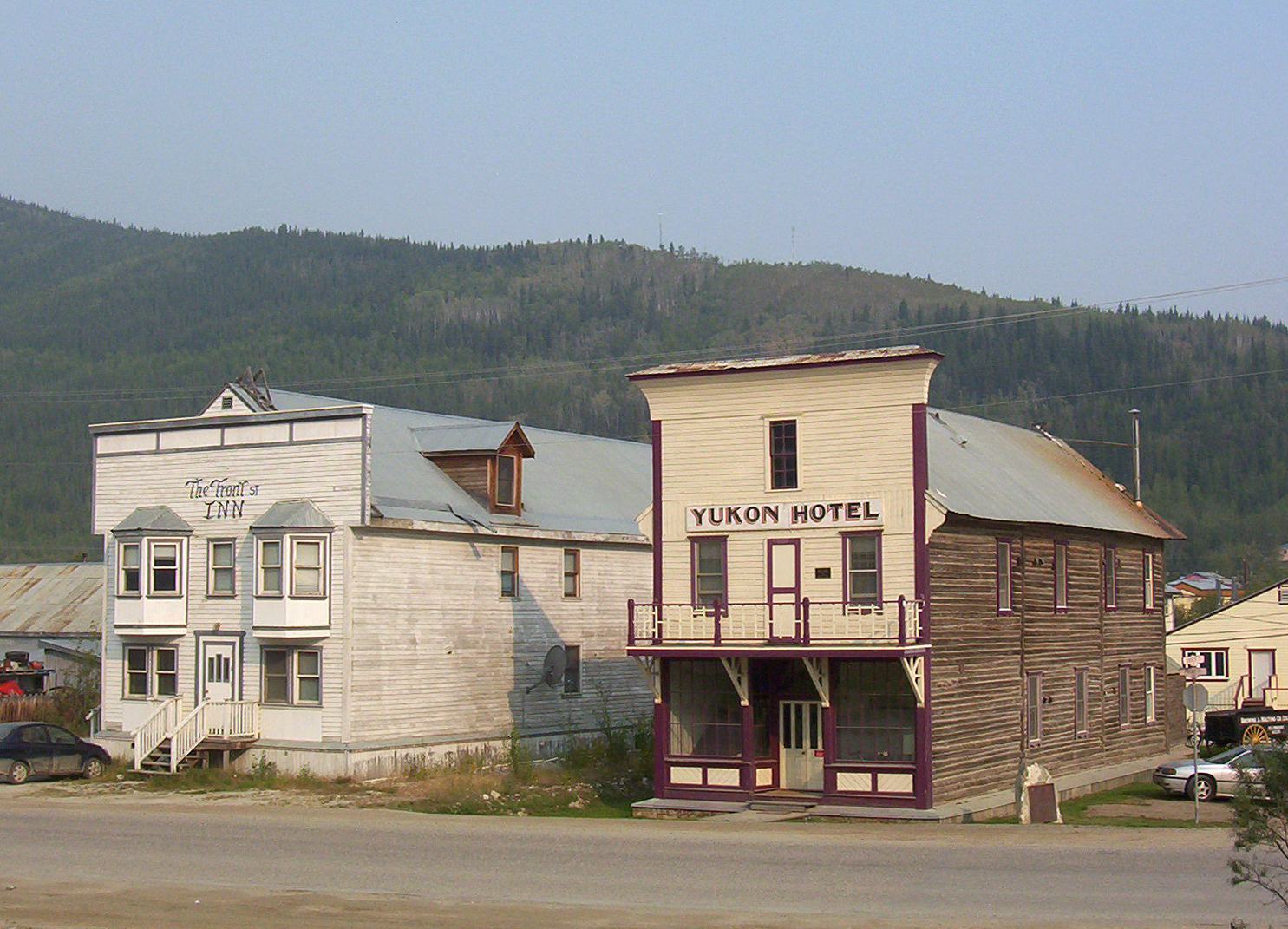
Hotel Yukon

Va ser fundada per Joseph Francis Ladue el gener de 1897 rebent el nom en honor del geòleg canadenc George M. Dawson, qui va explorar i cartografiar la zona el 1887. Va ser la capital del territori del Yukon fins que el 1952 la seu es traslladà a Whitehorse.
Abans de la seva fundació a la zona de Dawson hi vivien els amerindis Hän de la Primera Nació Tr’ondëk Hwëch’in el seu principal campament de pesca era Tr'ochëk a la confluència dels rius Klondike i Yukon. També hi caçaven ant.
La febre d'or de Klondike començà el 1896 i tingué com a conseqüència el pas del campament de pesca amerindi a una ciutat nova de 40.000 habitants el 1898. El 1899, la febre d'or es va acabar i la ciutat davallà fins a 8.000 habitants i després fins a 5.000. Després de la segona Guerra Mundial Dawson arribà a tenir només uns 600 habitants però després va tornar a pujar per l'increment del preu de l'or i el turisme.

### Clima
Té un clima subàrtic. El mes més càlid és juliol amb +15,6 °C i el més fred és gener amb -26,7 °C. L'amplitud tèrmica és molt alta: des de +34,7 °C (31 de maig de 1983) a -55,8 °C (11 de febrer de 1979). La precipitació anual és escassa de 324 litres.